# Flèche d'Or

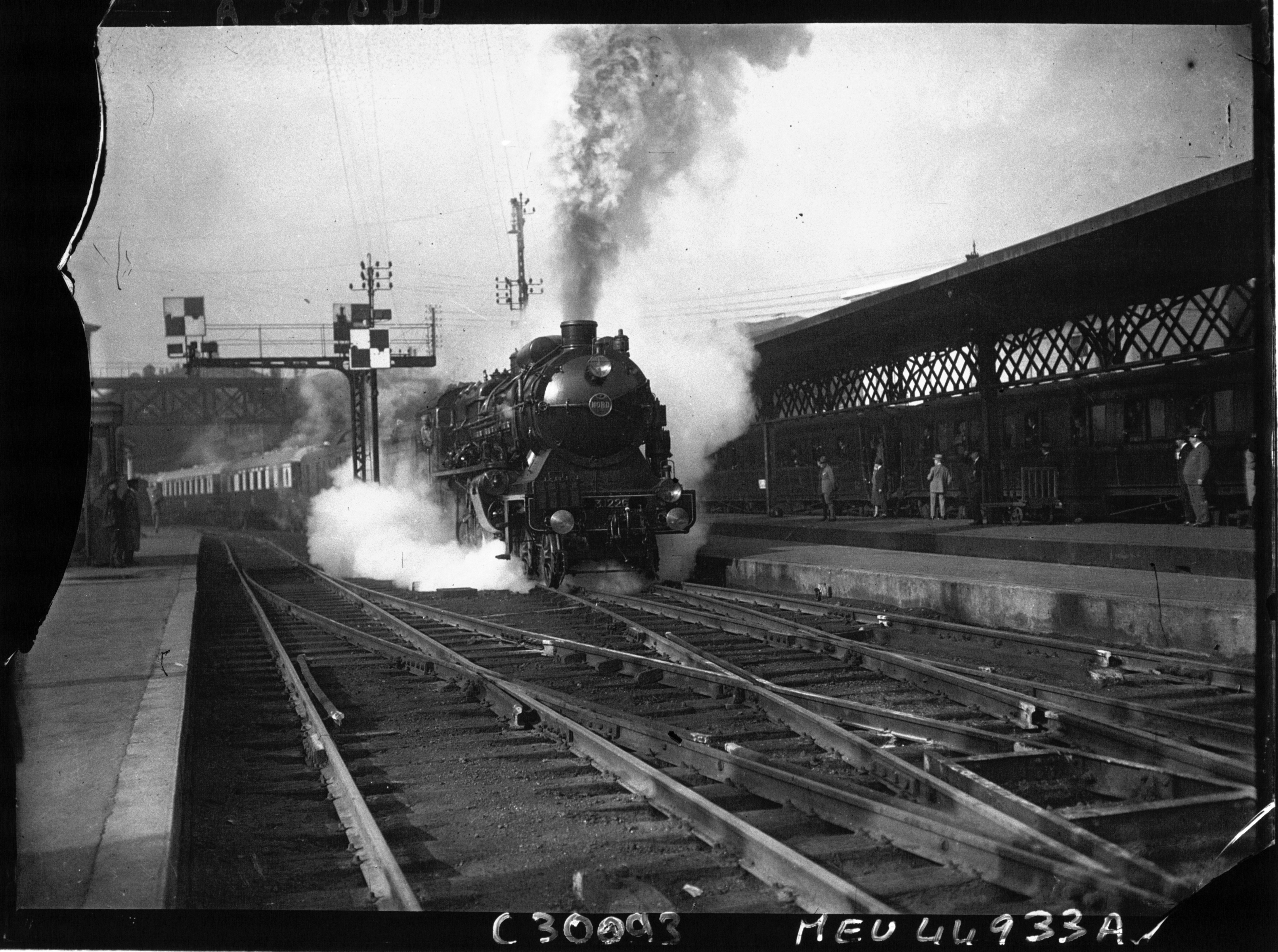
De Flèche d'Or bij binnenkomst van het Gare du Nord in 1927

De Flèche d'Or was een van de boottreinen die door de Compagnie Internationale des Wagons-Lits als onderdeel van een verbinding tussen het vasteland van Europa en Groot-Brittannië werd ingezet. De verbinding wordt integraal aan de reizigers aangeboden, waarbij het eerste deel per trein wordt afgelegd, dan wordt overgestapt op een schip en aan de overkant de reis per trein wordt voortgezet.

## CIWL
In 1923 opperde de directeur van CIWL, André Noblemaire, bij de Chemin de Fer du Nord de inzet van een luxe-trein voor de verbinding tussen Parijs en Londen. De bestaande boottreinen werden in de pers als zenuwslopend beschreven, met een tekort aan zitplaatsen, slechte voorzieningen en onvriendelijke douaniers. De spoorwegdirectie wilde de dienstregeling niet aanpassen en wees het idee af. In 1925 werd echter besloten om een Pullmantrein als proef te laten rijden tussen Calais en Milaan. Frankrijk had bepaald dat de in Frankrijk gestationeerde rijtuigen van staal moesten zijn. Omdat de stalenrijtuigen niet voor 1927 gereed zouden zijn, werden tien Britse Pullmanrijtuigen overgebracht. Na een persrit in 1925 was iedereen enthousiast voor het idee. Het gouden jubileum van de CIWL in 1926 leverde de naam Flèche d'Or (Gouden pijl) op. Op 11 september 1926 werd de trein in dienst genomen als onderdeel van de verbinding Londen-Parijs. Het Engelse traject van Dover naar Londen werd verzorgd door de Continental-Express. De integratie van boot en treindienst volgde in 1929 met de S.S. Canterbury die speciaal voor het overzetten van treinreizigers was gebouwd. De Engelse Pullmantrein reed toen voortaan als Golden Arrow tussen Dover en Londen.

### Route en Dienstregeling
| LP    | land                | station         | km | PL    |
| ----- | ------------------- | --------------- | -- | ----- |
| 10:45 | Verenigd Koninkrijk | London Victoria |    | 19:45 |
| 17:40 | Frankrijk           | Paris Nord      |    | 12:00 |